# Salicylate de sodium
Le salicylate de sodium est un sel de sodium et de l'acide salicylique de formule brute C7H5NaO3. Il peut être préparé à haute température et sous forte pression avec du phénolate de sodium et du dioxyde de carbone, CO2. Historiquement, il a été synthétisé à partir de salicylate de méthyle - qui peut être trouvé dans certaines plantes qui restent vertes pendant l'hiver européen ou dans l'écorce d'un bouleau, Betula lenta - et par réaction avec un excès d'hydroxyde de sodium chauffé à reflux.

## Utilisation
- Le salicylate de sodium est utilisé en médecine comme analgésique et antipyrétique. Il agit aussi comme un anti-inflammatoire non stéroïdien (AINS) et induit l'apoptose[5],[6],[7] et la nécrose[8] des cellules cancéreuses. Il est étudié pour remplacer l'aspirine chez les personnes qui y sont allergiques.
- Le salicylate de sodium est utilisé, comme le phosphore, dans les photomultiplicateurs et pour la détection dans le vide de rayons ultraviolets et d'électrons[9].